# Contrastes simultanés
 (juin 2021).
Contrastes simultanés est un tableau réalisée par Sonia Delaunay en 1912. C'est une peinture à l'huile sur toile qui mesure 46 × 55 cm, abstraite. Elle est basée sur des contrastes de couleurs et de formes (bleu et orangé, tour Eiffel triangulaire et cercle). Robert Delaunay dit dans le livre Du cubisme à l'art abstrait : « C'est Chevreul qui fit remarquer par ses études théoriques les lois des couleurs simultanées » et elle a ainsi pu peindre avec son mari Robert Delaunay alors qu'il réalise la plupart des Fenêtres dans la vallée de Chevreuse en 1912.